# Niels Nielsen (seglare)
Niels Marius Nielsen, född 5 oktober 1883 i Oslo, död 9 februari 1961 i Bærum, var en norsk seglare.
Nielsen blev olympisk silvermedaljör i segling vid sommarspelen 1920 i Antwerpen.